# Yui Ichikawa
Ichikawa Yui (jap. 市川由衣 Ichikawa Yui; * 10. Februar 1986 in Tokio) ist eine japanische Schauspielerin. 
Ichikawa Yui spielt in verschiedenen japanischen „Dorama“-Serien und Filmen mit. In Japan ist sie auch unter ihrem Nickname „Yuinyan“ bekannt. Eine ihrer bekanntesten Rollen war im „Dorama“ H2~Kimi to itahibi als Amamiya Hikari. Sie ist eine typische japanische „Idol“-Schauspielerin und hat auch schon als Musikerin eine eigene CD namens i-pop mini herausgebracht. 
2006 spielte sie Nana Komatsu in der Fortsetzung des erfolgreichen Nana-Films von 2005 basierend auf den Mangas von Ai Yazawa.

## Filmografie (Auswahl)

### Filme
- 2002: JU-ON
- 2004: JU-ON 2
- 2005: SchoolDaze
- 2005: About Love
- 2006: Nana 2
- 2006: Siren

### Doramas
- 2002: Taiho shichauzo - You’re under arrest
- 2003: Hotman
- 2003: Ryuuten no ouhi - Saigo no koutei
- 2003: Yankee Bokou ni Kaeru
- 2004: Hotman 2
- 2004: Wonderful Life
- 2005: H2~Kimi to itahibi - H2
- 2006: Rondo
- 2006: Ai to Shi wo Mitsumete
- 2006: Kurosagi
- 2006: Saigo no Nightingale